# Sargento Lima
Carlos Henrique de Lima, mais conhecido como Sargento Lima (Belo Horizonte, 6 de agosto de 1972) é um policial militar e político brasileiro.
Nas eleições de 7 de outubro de 2018 foi eleito deputado estadual de Santa Catarina para a 19.ª legislatura, pelo Partido Social Liberal (PSL). Desde março de 2021, está filiado ao Partido Liberal (PL).

## Biografia
Carlos Henrique de Lima viveu a infância em Minas Gerais. Quando ainda era criança, a família mudou-se para o Espírito Santo, para onde foi transferido o pai, engenheiro da Aços Bröller do Brasil. Em 1988, muda-se para São Francisco do Sul, no estado de Santa Catarina.[carece de fontes?]
Serviu ao Exército em 1991, no 62º Batalhão de Infantaria, em Joinville.[carece de fontes?]
Ainda na juventude, outra mudança de cidade: desta vez para estudar no Colégio Agrícola Olegário Macedo, em Castro, no Paraná. Morou neste Estado até 1997, período em que trabalhou em diversos haras como domador de cavalos, no método conhecido como doma racional.[carece de fontes?]
Naquele ano, Carlos Henrique de Lima retornou para Santa Catarina, onde sentou praça na Polícia Militar, em Joinville. Trabalhou por 18 anos no 8º BPM, sempre em atividade operacional, ou seja, na linha de frente. E em 2017 foi transferido, por mérito, para a Polícia Militar Rodoviária.[carece de fontes?]
Formou-se em Processos Gerenciais e é pós-graduado em Gestão de Pessoas e Recursos Humanos.[carece de fontes?]
Em 2018, concorreu pela primeira vez numa eleição, conquistando uma vaga na Assembleia Legislativa de Santa Catarina ao obter 35.053 votos. 
Como deputado estadual, presidiu a Comissão Parlamentar de Inquérito (CPI) dos Respiradores, que investigou a compra de 200 aparelhos pelo governo estadual. 